# Vartop
Vartop románul: Vârtop, falu Romániában, Erdélyben, Fehér megyében.

## Fekvése
Abrudkerpenyes közelében fekvő település.

## Története
Vartop korábban Abrudkerpenyes része volt, 1910-ben 522, 1941-ben 551 lakossal. Különvált tőle Gârda-Bărbulești és Șoal. 1956-ban 272 lakosa volt.
1966-ban 325, 1977-ben 273, 1992-ben 198, 2002-ben 157 román lakosa volt.